# Bréviaire de Charles V
Le Bréviaire dit  de Charles V est un bréviaire à l'usage de Paris, enluminé entre 1350 et 1380 par Jean Le Noir et son atelier peut-être pour le roi Charles V de France. Il est actuellement conservé à la Bibliothèque nationale de France (Lat 1052). 

## Historique
Le manuscrit est daté après 1347 : en effet, le bréviaire mentionne la fête de la saint Yves, canonisé cette année-là. Il est antérieur à 1380 car il est mentionné dans l'inventaire après-décès du roi Charles V : « Item ung autre grant bréviaire entier, très noblement escript et très noblement enlumimé et ystorié, et est le psaultier ou mylieu du bréviaire. Et se commence la seconde page cognovit bos. Et sont les fermouers d'or, et est en l'un ung roi, et en l'autre ung ymage. Et est 1a pipe ouvrée à une orbe voye. Et en est le brief en frangoys. ». Rien ne permet pourtant de dire que le manuscrit a été réalisé pour le roi : aucune illustration d'un roi dans les miniatures ne permet d'y voir le monarque, par ailleurs le fait qu'une partie du texte soit en français est étonnant pour un roi qui maîtrise le latin. C'est plutôt l'habitude des livres liturgiques à destination des femmes. Le livre lui appartient tout de même à sa mort. Il est transmis à son fil Charles VI à son frère Louis Ier d'Orléans. La veuve de celui-ci, Valentine Visconti le donne à son oncle Jean Ier de Berry. Il est récupéré par Charles VII et entre ainsi dans la bibliothèque royale.

## Description
Le bréviaire est à l'usage de Paris : il contient un calendrier (f.1-6) contenant des fêtes spécifiques à la capitale, le temporal (f.7-206), le psautier et les litanies des saints (f.207 à 283), le sanctoral (f.285-582) avec des offices propres à la liturgie parisienne et enfin le commun des saints (f.582 à 617). Le manuscrit contient 243 miniatures de petite dimension (5 cm de côté maximum). Leur style est très proche voire copié de celles du Bréviaire de Belleville peintes par Jean Pucelle. Les enluminures sont attribuées à un élève de ce dernier, sans doute Jean Le Noir, auteur de plusieurs manuscrits royaux à la fin du XIVe siècle.

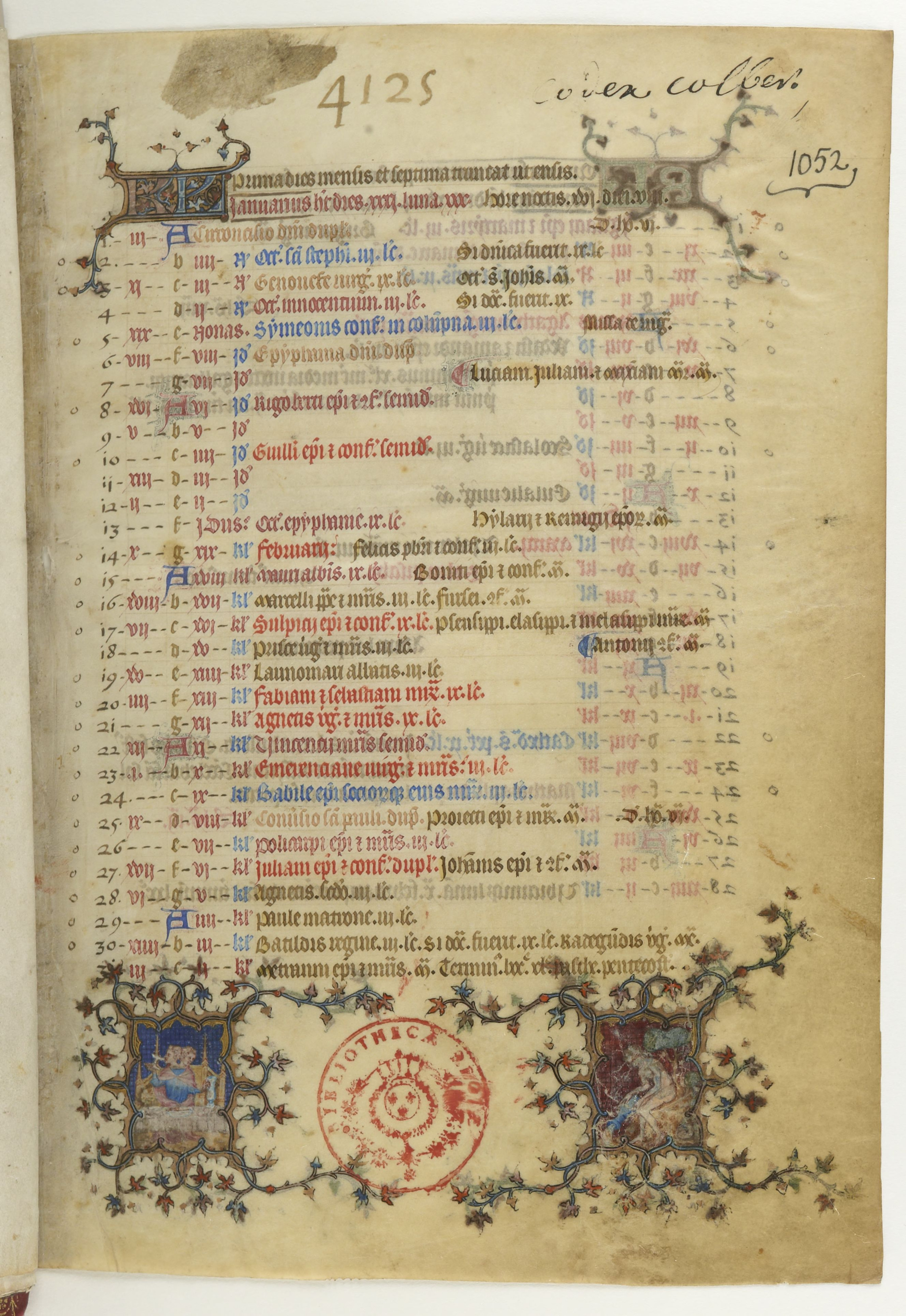
Première page du calendrier, avec Janus et le Verseau, f.1r
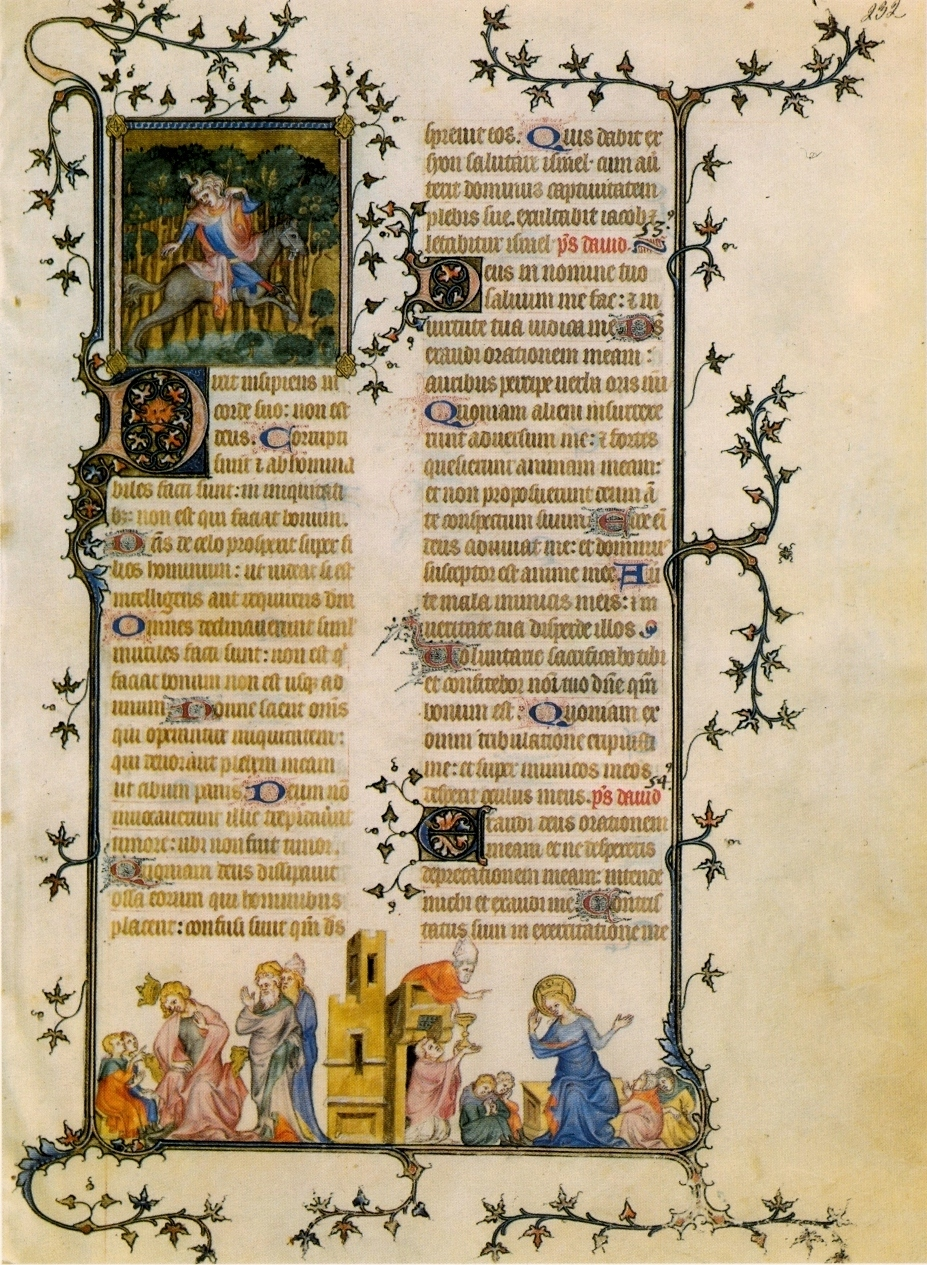
La Mort d'Absalom, f.232
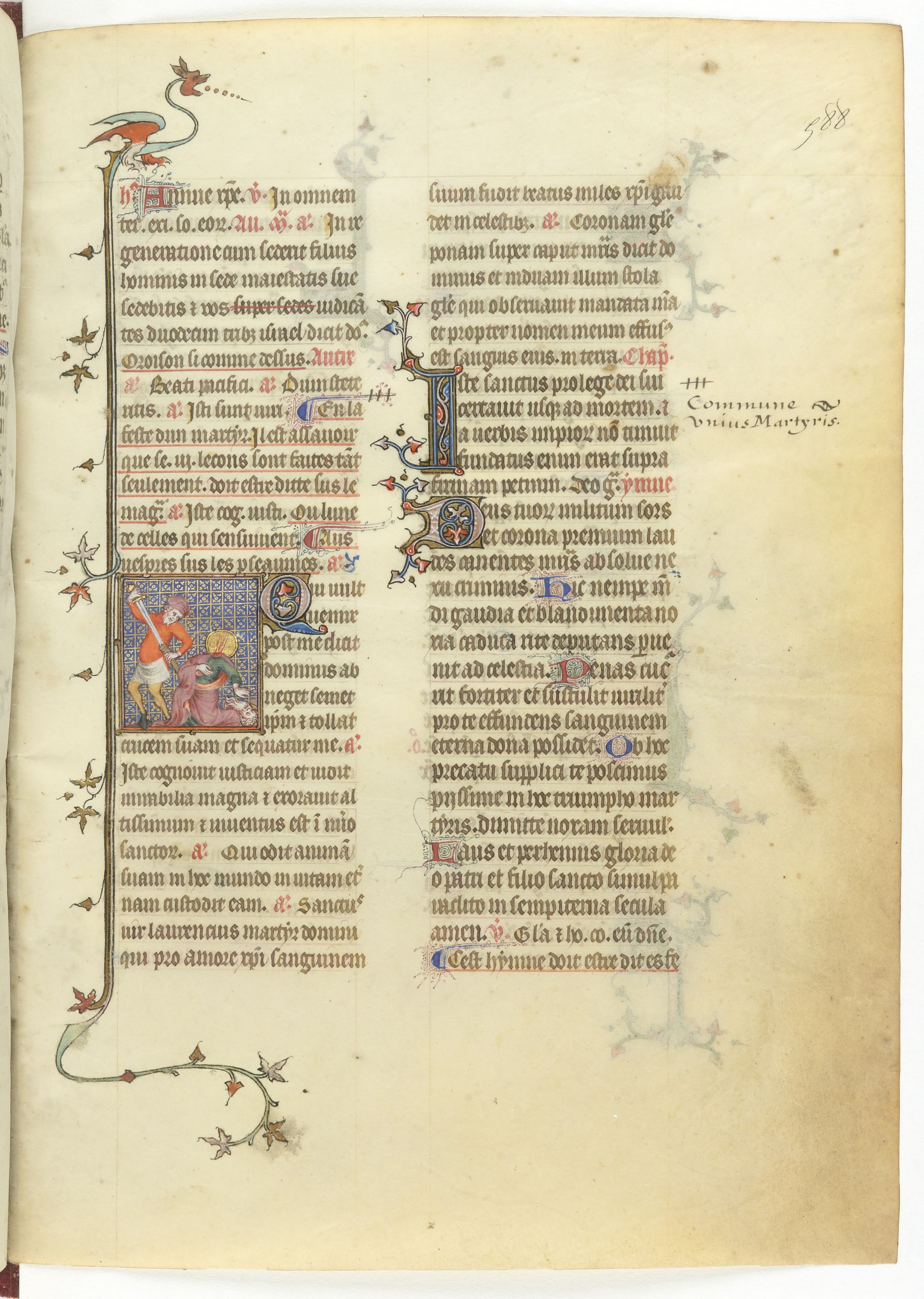
Commun des saints, scène de martyre (dernière miniature du manuscrit), f.588r